# Liste des arcs de triomphe de France protégés aux monuments historiques
Cet article recense les arcs de triomphe protégés aux monuments historiques en France.

## Généralités
La base Mérimée recense 35 protections sous le type « arc monumental ». Cette désignation regroupe plusieurs genres de monuments distincts :
- des arcs de triomphe antiques, édifiés par l'Empire romain ;
- des arcs modernes, édifiés à partir du XVIe siècle en imitation de la coutume romaine ;
- des portes triomphales conduisant à des enclos paroissiaux dans le Finistère.

Cette désignation n'est pas exhaustive : de nombreux arcs de triomphe, tant romains que modernes, sont désignés comme « portes de ville », une catégorie qui regroupe par exemple la porte Bazée à Reims ou la porte de Paris à Lille.

## Liste

### Arcs romains
| Arc                        | Région                     | Département       | Commune                | Adresse                               | Protection       | Coordonnées                 | Image |
| -------------------------- | -------------------------- | ----------------- | ---------------------- | ------------------------------------- | ---------------- | --------------------------- | ----- |
| Arc de Campanus            | Auvergne-Rhône-Alpes       | Savoie            | Aix-les-Bains          | Place Maurice Mollard                 | Classé MH (1980) | 45° 41′ 21″ N, 5° 54′ 56″ E |       |
| Porte Noire                | Bourgogne-Franche-Comté    | Doubs             | Besançon               | Rue de la Convention                  | Classé MH (1840) | 47° 14′ 05″ N, 6° 01′ 47″ E |       |
| Arc de triomphe de Langres | Grand Est                  | Haute-Marne       | Langres                |                                       | Classé MH (1913) | 47° 51′ 55″ N, 5° 19′ 49″ E |       |
| Arc de Germanicus          | Nouvelle-Aquitaine         | Charente-Maritime | Saintes                |                                       | Classé MH (1905) | 45° 44′ 45″ N, 0° 37′ 44″ O |       |
| Arc de Diane               | Occitanie                  | Lot               | Cahors                 | Avenue Freyssinet Rue des Thermes     | Classé MH (1886) | 44° 27′ 04″ N, 1° 26′ 14″ E |       |
| Arc de triomphe de Glanum  | Provence-Alpes-Côte d'Azur | Bouches-du-Rhône  | Saint-Rémy-de-Provence |                                       | Classé MH (1840) | 43° 46′ 36″ N, 4° 49′ 52″ E |       |
| Arc de Carpentras          | Provence-Alpes-Côte d'Azur | Vaucluse          | Carpentras             |                                       | Classé MH (1840) | 44° 03′ 16″ N, 5° 02′ 51″ E |       |
| Arc antique de Cavaillon   | Provence-Alpes-Côte d'Azur | Vaucluse          | Cavaillon              | Place du Clos                         | Classé MH (1840) | 43° 50′ 05″ N, 5° 02′ 05″ E |       |
| Arc d'Orange               | Provence-Alpes-Côte d'Azur | Vaucluse          | Orange                 | Avenue Maréchal-de-Lattre-de-Tassigny | Classé MH (1840) | 44° 08′ 32″ N, 4° 48′ 17″ E |       |

### Arcs modernes
| Arc                          | Région                     | Département        | Commune            | Adresse                      | Protection       | Coordonnées                 | Image |
| ---------------------------- | -------------------------- | ------------------ | ------------------ | ---------------------------- | ---------------- | --------------------------- | ----- |
| Porte Guillaume              | Bourgogne-Franche-Comté    | Côte-d'Or          | Dijon              | Place Darcy                  | Classé MH (1938) | 47° 11′ 33″ N, 5° 01′ 14″ E |       |
| Arc Héré                     | Grand Est                  | Meurthe-et-Moselle | Nancy              | Place de la Carrière         | Classé MH (1923) | 48° 41′ 28″ N, 6° 10′ 57″ E |       |
| Monument Guy de Lubersac     | Hauts-de-France            | Aisne              | Soissons           | Place Saint-Christophe       | Classé MH (2001) | 49° 22′ 57″ N, 3° 19′ 15″ E |       |
| Arc de triomphe du Carrousel | Île-de-France              | Paris              | 1er arrondissement |                              | Classé MH (1888) | 48° 51′ 39″ N, 2° 20′ 12″ E |       |
| Arc de triomphe de l'Étoile  | Île-de-France              | Paris              | 8e arrondissement  | Place Charles-de-Gaulle      | Classé MH (1896) | 48° 52′ 26″ N, 2° 17′ 42″ E |       |
| Porte Saint-Denis            | Île-de-France              | Paris              | 10e arrondissement | Rue du Faubourg-Saint-Denis  | Classé MH (1862) | 48° 52′ 11″ N, 2° 21′ 10″ E |       |
| Porte Saint-Martin           | Île-de-France              | Paris              | 10e arrondissement | Rue du Faubourg-Saint-Martin | Classé MH (1862) | 48° 52′ 09″ N, 2° 21′ 20″ E |       |
| Porte du Peyrou              | Occitanie                  | Hérault            | Montpellier        | Promenade du Peyrou          | Classé MH (1954) | 43° 36′ 27″ N, 3° 52′ 20″ E |       |
| Porte d'Aix                  | Provence-Alpes-Côte d'Azur | Bouches-du-Rhône   | Marseille          | Place Jules-Guesde           | Classé MH (1982) | 43° 18′ 07″ N, 5° 22′ 29″ E |       |

### Portails de châteaux ou de domaines
| Arc                                     | Région             | Département | Commune | Adresse              | Protection        | Coordonnées                 | Image |
| --------------------------------------- | ------------------ | ----------- | ------- | -------------------- | ----------------- | --------------------------- | ----- |
| Portail du château de Soupir            | Hauts-de-France    | Aisne       | Soupir  |                      | Inscrit MH (2007) | 49° 24′ 24″ N, 3° 36′ 09″ E |       |
| Portail du Clos des Coutures            | Normandie          | Calvados    | Caen    | 3, rue de Ouistreham | Inscrit MH (1927) | 49° 11′ 16″ N, 0° 21′ 15″ O |       |
| Portail du château de la Rochebeaucourt | Nouvelle-Aquitaine | Charente    | Édon    |                      | Inscrit MH (1990) | 45° 29′ 13″ N, 0° 22′ 33″ E |       |

### Enclos paroissiaux
| Arc                                                             | Région   | Département | Commune                     | Adresse           | Protection        | Coordonnées                 | Image |
| --------------------------------------------------------------- | -------- | ----------- | --------------------------- | ----------------- | ----------------- | --------------------------- | ----- |
| Porte triomphale de l'église Saint-Pierre-et-Saint-Paul d'Argol | Bretagne | Finistère   | Argol                       | Place de l'Église | Classé MH (1914)  | 48° 14′ 47″ N, 4° 19′ 01″ O |       |
| Porte triomphale de la chapelle Notre-Dame de Châteaulin        | Bretagne | Finistère   | Châteaulin                  | Rue Notre-Dame    | Classé MH (1914)  | 48° 11′ 44″ N, 4° 05′ 52″ O |       |
| Porte triomphale de l'enclos paroissial de Commana              | Bretagne | Finistère   | Commana                     | Place de l'Église | Classé MH (1915)  | 48° 24′ 48″ N, 3° 57′ 20″ O |       |
| Porte triomphale de l'église Saint-Gouesnou de Gouesnou         | Bretagne | Finistère   | Gouesnou                    | Rue de l'Église   | Classé MH (1914)  | 48° 27′ 05″ N, 4° 28′ 02″ O |       |
| Porte triomphale de l'église Saint-Pierre de Gouézec            | Bretagne | Finistère   | Gouézec                     |                   | Classé MH (1914)  | 48° 10′ 10″ N, 3° 58′ 23″ O |       |
| Porte triomphale de l'enclos paroissial de Guimiliau            | Bretagne | Finistère   | Guimiliau                   | Rue du Calvaire   | Classé MH (1906)  | 48° 29′ 19″ N, 3° 59′ 52″ O |       |
| Porte triomphale de l'église Saint-Germain de Kerlaz            | Bretagne | Finistère   | Kerlaz                      | 1 rue de l'Église | Classé MH (1916)  | 48° 05′ 29″ N, 4° 16′ 21″ O |       |
| Porte triomphale de l'église Notre-Dame de Lampaul-Guimiliau    | Bretagne | Finistère   | Lampaul-Guimiliau           | Place de l'Église | Classé MH (1910)  | 48° 29′ 35″ N, 4° 02′ 25″ O |       |
| Porte triomphale de l'église Saint-Thurien de Plogonnec         | Bretagne | Finistère   | Plogonnec                   |                   | Classé MH (1922)  | 48° 04′ 41″ N, 4° 11′ 31″ O |       |
| Porte triomphale de la chapelle Sainte-Marie-du-Ménez-Hom       | Bretagne | Finistère   | Plomodiern                  |                   | Classé MH (1916)  | 48° 12′ 10″ N, 4° 14′ 05″ O |       |
| Porte triomphale de l'église Saint-Yves de Plounéour-Ménez      | Bretagne | Finistère   | Plounéour-Ménez             |                   | Classé MH (1914)  | 48° 26′ 21″ N, 3° 53′ 33″ O |       |
| Porte triomphale de la chapelle Notre-Dame-de-Berven            | Bretagne | Finistère   | Plouzévédé                  |                   | Classé MH (1909)  | 48° 36′ 19″ N, 4° 06′ 49″ O |       |
| Porte triomphale de l'église Saint-Cuffan de Pluguffan          | Bretagne | Finistère   | Pluguffan                   |                   | Classé MH (1916)  | 47° 58′ 50″ N, 4° 10′ 45″ O |       |
| Porte triomphale de la chapelle Notre-Dame de Penhors           | Bretagne | Finistère   | Pouldreuzic                 |                   | Classé MH (1963)  | 47° 56′ 26″ N, 4° 23′ 58″ O |       |
| Porte triomphale de la chapelle Saint-Sébastien de Saint-Ségal  | Bretagne | Finistère   | Saint-Ségal                 |                   | Classé MH (1958)  | 48° 13′ 22″ N, 4° 06′ 28″ O |       |
| Porte triomphale de l'enclos paroissial de Saint-Thégonnec      | Bretagne | Finistère   | Saint-Thégonnec Loc-Eguiner | Place de l'Église | Classé MH (1886)  | 48° 31′ 13″ N, 3° 56′ 47″ O |       |
| Porte triomphale de l'enclos paroissial de Sizun                | Bretagne | Finistère   | Sizun                       |                   | Classé MH (1943)  | 48° 24′ 22″ N, 4° 04′ 39″ O |       |
| Porte triomphale de l'église Saint-Magloire de Telgruc-sur-Mer  | Bretagne | Finistère   | Telgruc-sur-Mer             |                   | Inscrit MH (1947) | 48° 13′ 54″ N, 4° 21′ 25″ O |       |